# Iunie 1991
Acest articol este generat integral pe baza informațiilor din articolul 1991 și este actualizat periodic de un robot.
 Editările făcute în articol vor fi șterse la următoarea actualizare! Dacă doriți să faceți modificări, editați articolul-sursă.

ianuarie -
februarie -
martie -
aprilie -
mai -
iunie -
iulie -
august -
septembrie -
octombrie -
noiembrie -
decembrie
Iunie 1991 a fost a șasea lună a anului și a început într-o zi de sâmbătă.

## Evenimente
- 14 iunie: La intrarea în Parcul Libertății din București a fost ridicată o cruce în memoria victimelor din 13-15 iunie.
- 12 iunie: Boris Elțin a devenit primul președinte rus ales de un electorat. Va începe mandatul de 5 ani la 10 iulie.
- 14 iunie: Erupția vulcanului Pinatubo din Filipine, a dus la pierderea a 700 de persoane.
- 20 iunie: Partidul România Mare. Grupare politică fondată de Corneliu Vadim Tudor.
- 24 iunie: Parlamentul României a declarat nul Pactul Ribbentrop-Molotov din 23 august 1939.
- 25 iunie: Croația și Slovenia își declară independența față de Iugoslavia.

## Nașteri
- 2 iunie: Mediop Ndiaye, fotbalist senegalez
- 3 iunie: Alexandru Avramescu, fotbalist român
- 4 iunie: Lorenzo Insigne, fotbalist italian
- 4 iunie: Daniel Jerent, scrimer francez
- 4 iunie: Ante Vukušić, fotbalist croat
- 5 iunie: Martin Braithwaite, fotbalist danez
- 7 iunie: Emily Ratajkowski (Emily O'Hara Ratajkowski), fotomodel și actriță americană
- 11 iunie: Dan Howell (Daniel James Howell), blogger britanic
- 14 iunie: alyona alyona (Aliona Olehivna Savranenko), rapperiță ucraineană
- 14 iunie: Kostas Manolas, fotbalist grec
- 16 iunie: Florin Achim, fotbalist român
- 17 iunie: Rustam Țînea, fotbalist ucrainean
- 18 iunie: Gheorghe Șoldan, politician român
- 19 iunie: Charlotte Bellmann, actriță germană
- 19 iunie: Andrej Kramarić, fotbalist croat
- 20 iunie: Kalidou Koulibaly, fotbalist francez
- 28 iunie: Kevin De Bruyne, fotbalist belgian
- 28 iunie: Adrienn Szarka, handbalistă maghiară

## Decese
- 1 iunie: David Eli Ruffin, 50 ani, cântăreț american (The Temptations), (n. 1941)
- 6 iunie: Gheorghe Pituț, 51 ani, poet și prozator român (n. 1940)
- 8 iunie: Heidi Rosemarie Brühl, 49 ani, actriță germană (n. 1942)
- 9 iunie: Claudio Arrau (Claudio Arrau León), 88 ani, pianist chilian (n. 1903)
- 14 iunie: Peggy Ashcroft (Edith Margaret Emily Ashcroft), 83 ani, actriță britanică (n. 1907)
- 21 iunie: Joan Fuster (Juan de la Cruz Fuster Ortells), 69 ani, scriitor spaniol (n. 1922)